# Grande Malouine
La Grande Malouine ou Malouine occidentale (en anglais : West Falkland et en espagnol : Gran Malvina) est la seconde plus grande île des Malouines (Falkland Islands), archipel britannique de l'Atlantique du Sud, revendiqué par l'Argentine. Elle a une superficie d'environ 4 532 km2 (5 413 km2 en incluant les nombreuses petites îles côtières). C'est une île légèrement montagneuse séparée de la Malouine orientale, l'île principale par le détroit des Malouines.

## Population
L'île a une population d'environ 200 habitants, dispersés sur la côte surtout sur celle du  détroit. Cela représente moins de 10 % de la population totale de l'archipel, très majoritairement regroupée au nord de la Malouine orientale et de la capitale de l'archipel Port Stanley qui s'y trouve. 
Le principal village de l'île est Port Howard sur la côte orientale et qui possède une piste d'atterrissage. Parmi les autres hameaux, on peut citer Port Albemarle, Chartres, Dunnose Head, Fox Bay, Fox Bay West, Hill Cove, Port Stephens et Roy Cove, la plupart reliés par la route, certains possédant un port et une piste d'atterrissage.

## Géographie et vie sauvage

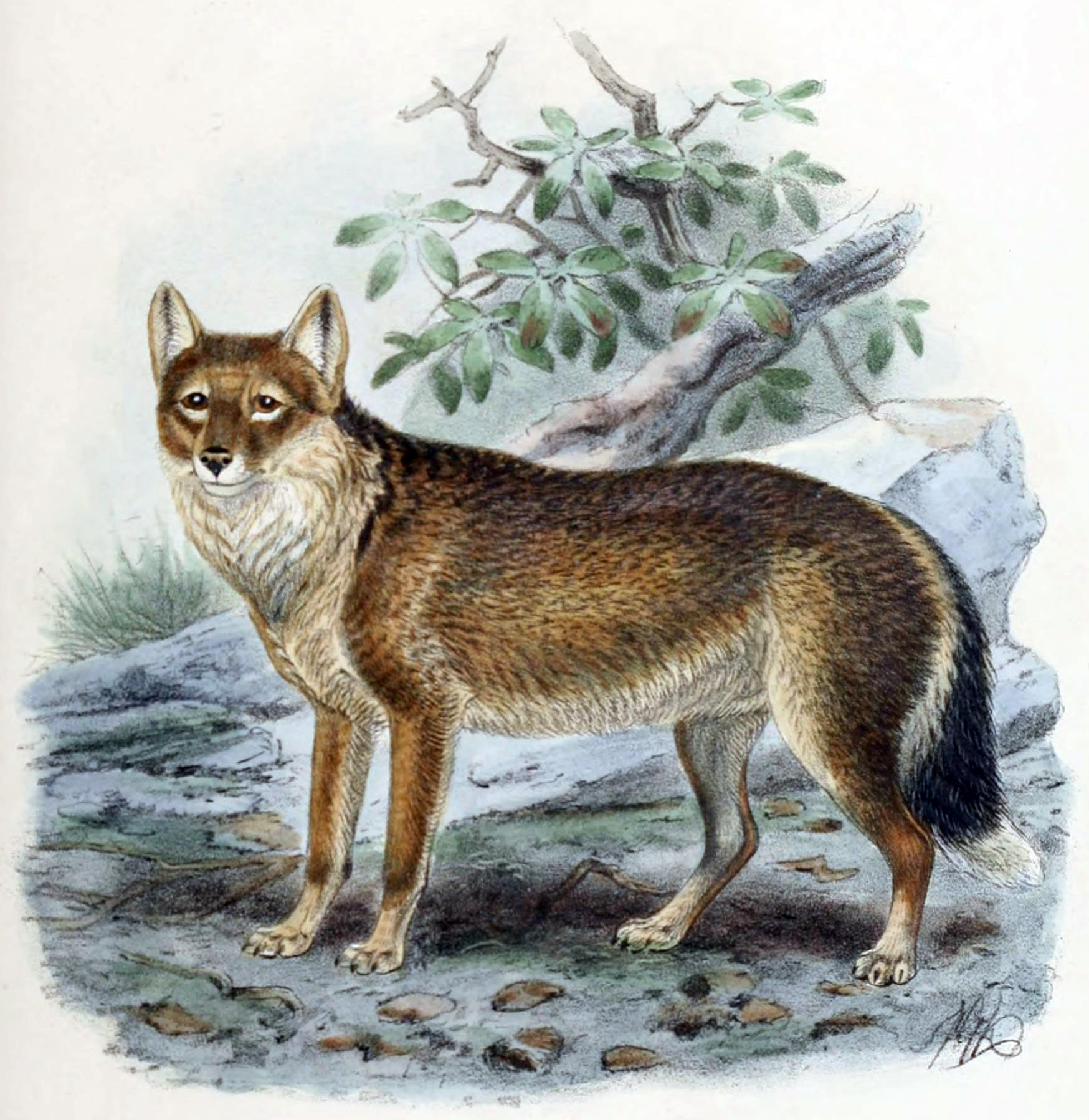
Le dernier loup des Malouines a été tué sur la Malouine occidentale.

Carte des Malouines.

La Grande Malouine est plus montagneuse à l'est, vers le détroit ; la principale chaine de montagne est Hornby Hills, qui court du nord au sud, parallèlement au détroit. Le mont Adam est le plus haut point de l'île avec une altitude de 705 mètres.
La principale activité de l'île est l'élevage de moutons.
L'île est aussi connue pour ses colonies de manchots  et de cormorans. La pêche est aussi populaire dans les deux principales rivières, la Warrah et la Chartres.